# Đông Hà (thành phố)
Đông Hà là thành phố tỉnh lỵ cũ của tỉnh Quảng Trị, Việt Nam. Thành phố Đông Hà nằm ở ngã ba Quốc lộ 1 và Quốc lộ 9. Đông Hà là trung tâm chính trị, văn hóa, xã hội, kinh tế và thương mại của tỉnh Quảng Trị. Đông Hà có một vị trí quan trọng, nằm ở trung độ giao thông của cả nước, trên giao lộ 1A nối thủ đô Hà Nội - Thành phố Hồ Chí Minh và quốc lộ 9 trong hệ thống đường xuyên Á, là điểm khởi đầu ở phía Đông của trục Hành lang kinh tế Đông - Tây giữa đông bắc Thái Lan, Lào, Myanmar và miền Trung Việt Nam qua cửa khẩu quốc tế Lao Bảo và các nước trong khu vực biển Đông qua cảng Cửa Việt, kết thúc ở thành phố Đà Nẵng.

## Lịch sử

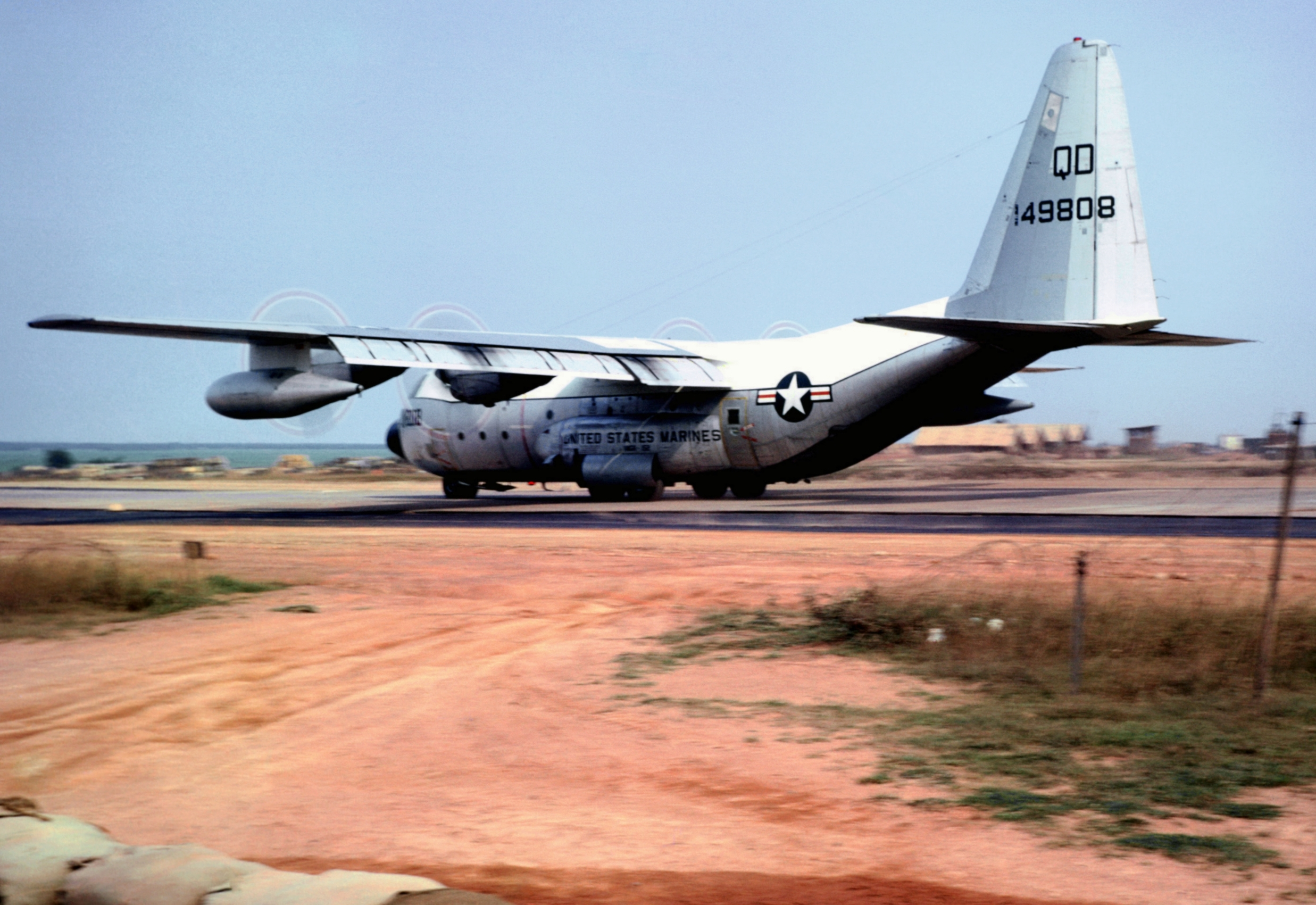
Lockheed KC-130F Hercules (BuNo 149808) của Thủy quân lục chiến Hoa Kỳ tại sân bay Đông Hà năm 1967

Khởi thủy của Đông Hà được bắt đầu vào khoảng thế kỷ XVIII, vào đầu thế kỷ XX, thành phố Đông Hà là một xóm nhỏ vắng vẻ và chỉ là một trạm trung chuyển nhỏ cho những chuyến hoả xa Bắc - Nam ghé lại chở hàng của những nhà tư bản người Pháp trong đó có Manpouech, vốn là công sứ ở Xavanakhet, đã từ chức để theo nghiệp kinh doanh.
Khi người Pháp vận động phu phen đi mở đường nối Đông Hà lên tận sông Mêkông và đường 9 thì ông Manpouech đã lập một đoàn xe chuyên chạy tuyến này chở tài nguyên khai thác từ Lào về Đông Hà theo đường 9, xuống ga Đông Hà rồi theo tàu hoả chở hàng đến cảng Hải Phòng.
Những năm chiến tranh với Pháp, Đông Hà cũng chỉ là một thị trấn nhỏ với khoảng hơn ngàn dân. Khi chiến tranh Việt Nam bắt đầu, cầu Hiền Lương, sông Bến Hải thành giới tuyến quân sự tạm thời thì Đông Hà mới trở thành vị trí tiền đồn cho Quân lực Việt Nam Cộng hòa. Thị xã lúc này đặc trưng như một khu quân sự với ngổn ngang sắc lính, xe cộ, tiếng ồn, bụi bặm, những khu vực sống xen kẽ giữa người dân và trại lính.
Trong thời kỳ chiến tranh Việt Nam, thị trấn Đông Hà là một đô thị quan trọng đối với khu vực Khe Sanh, Lao Bảo. Sau năm 1975, Tỉnh Bình Trị Thiên được thành lập trên cơ sở hợp nhất 3 tỉnh Quảng Bình, Quảng Trị và Thừa Thiên, Đông Hà trở thành thị xã, 5 phường: 1, 2, 3, 4, 5 và xã Quảng Tân.
Trong thời gian này, địa giới Đông Hà có những biến đổi theo hướng mở rộng. Ngày 18 tháng 5 năm 1981, giải thể xã Quảng Tân để sáp nhập xã này vào xã Gio Quang thuộc huyện Bến Hải. Theo Quyết định số 64/HĐBT ngày 11 tháng 9 năm 1981 của Hội đồng Bộ trưởng, thị xã Đông Hà được sáp nhập thêm 4 xã:, Cam Giang, Cam Thanh ( thuộc huyện Cam Lộ) và Triệu Lương, Triệu Lễ ( thuộc huyện Triệu Phong).
Sau khi tỉnh Bình Trị Thiên được tách thành 3 tỉnh như trước vào ngày 30 tháng 6 năm 1989, thị xã Đông Hà trở thành tỉnh lỵ Quảng Trị. đồng thời là trung tâm chính trị, kinh tế, văn hóa - xã hội và khoa học kỹ thuật của tỉnh này.
Ngày 23 tháng 2 năm 1991, thành lập 2 phường: Đông Thanh (tách từ xã Cam Thanh và Đông Giang (tách từ xã Cam An).
Ngày 19 tháng 8 năm 1991, Hội đồng Bộ trưởng ban hành Quyết định số 328-HĐBT về việc thành lập lại huyện Cam Lộ trên cơ sở 8 xã: Cam Chinh, Cam Nghĩa, Cam Tuyền, Cam Thuỷ, Cam Thành, Cam Hiếu, Cam Thanh (trừ các thôn Nghĩa An, Thanh Lương chuyển về thị xã Đông Hà quản lý), Cam Giang (trừ các thôn An Lạc, Đông Lai, Thượng Nghĩa, Đại Độ, Đình Tổ, Thượng Độ, Tây Trì chuyển về thị xã Đông Hà quản lý) của thị xã Đông Hà.
Sau khi phân vạch, điều chỉnh địa giới, thị xã Đông Hà có 7.626 ha diện tích tự nhiên và 60.685 nhân khẩu; bao gồm 5 phường: 1, 2, 3, 4, 5; 2 xã: Triệu Lương, Triệu Lễ và 9 thôn: Nghĩa An, Thanh Lương, An Lạc, Đông Lai, Thượng Nghĩa, Đại Độ, Đình Tổ, Thượng Độ, Tây Trì.
Ngày 1 tháng 3 năm 1999, Chính phủ ban hành Nghị định số 08/1999/NĐ-CP về việc:
- Thành lập phường Đông Lễ trên cơ sở toàn bộ 919,62 ha diện tích tự nhiên và 5.197 nhân khẩu của xã Triệu Lễ.
- Thành lập phường Đông Lương trên cơ sở toàn bộ 1.969,21 ha diện tích tự nhiên và 6.432 nhân khẩu của xã Triệu Lương.

Ngày 13 tháng 12 năm 2005, Bộ Xây dựng ban hành Quyết định số 2285/QĐ-BXD về việc công nhận thị xã Đông Hà là đô thị loại III trực thuộc tỉnh Quảng Trị.
Ngày 11 tháng 8 năm 2009, Chính phủ ban hành Nghị quyết số 33/NQ-CP về việc thành lập thành phố Đông Hà thuộc tỉnh Quảng Trị trên cơ sở toàn bộ diện tích tự nhiên, dân số và các đơn vị hành chính trực thuộc của thị xã Đông Hà.
Thành phố Đông Hà có diện tích tự nhiên 7.306,25 ha và 93.756 nhân khẩu, có 9 đơn vị hành chính cấp xã, bao gồm 9 phường: 1, 2, 3, 4, 5, Đông Giang, Đông Thanh, Đông Lương, Đông Lễ.
Ngày 8 tháng 8 năm 2024, Thủ tướng Chính phủ ban hành Quyết định số 813/QĐ-TTg về việc công nhận thành phố Đông Hà là đô thị loại II trực thuộc tỉnh Quảng Trị.
Thành phố Đông Hà có 9 phường như hiện nay.

## Địa lý

### Vị trí địa lý
Thành phố Đông Hà nằm ở trung tâm tỉnh Quảng Trị, có vị trí địa lý:
- Phía đông và phía nam giáp huyện Triệu Phong
- Phía tây giáp huyện Cam Lộ
- Phía bắc giáp huyện Gio Linh và huyện Cam Lộ.

Thành phố cách thủ đô Hà Nội 600 km về phía Nam, cách Thành phố Hồ Chí Minh 1118 km về phía Bắc, cách cửa khẩu quốc tế Lao Bảo 83 km về phía Tây, cách Huế 66 km, cách Đồng Hới 100 km, cách thị xã Quảng Trị 12 km.

### Địa hình
Địa hình của Đông Hà có đặc trưng về mặt hình thể như là một mặt cầu mở rộng ra 2 phía Nam, Bắc của quốc lộ 9, địa hình hơi nghiêng và thấp dần từ Tây sang Đông. Các vùng đất đồi bị chia cắt bởi nhiều đồi bát úp xen giữa là các khe.
Nhìn chung, lãnh thổ Đông Hà có gồm 2 dạng địa hình cơ bản sau:
- Địa hình gò đồi bát úp ở phía Tây và Tây Nam, chiếm 44,1% diện tích tự nhiên với hơn 3.000 ha, có độ cao trung bình 5 - 100 m. Về thổ nhưỡng, mặt đất ở đây được phủ trên nền phiếm thạch và sa phiến cùng với địa hình gò đồi bát úp nối dài. Với địa hình này sẽ thích hợp cho việc sản xuất canh tác, trồng cây lâm nghiệp, xây dựng và phát triển các mô hình kinh tế trang trại, sinh thái vườn đồi, vườn rừng. Xen kẽ giữa những gò đồi là những hồ đập có tác dụng điều hoà khí hậu, bảo vệ môi trường, đồng thời tạo ra những cảnh quan tự nhiên, môi trường sinh thái để tạo điều kiện cho việc xây dựng và phát triển các cụm điểm dịch vụ vui chơi, giải trí, tạo ra một cảnh quan đô thị đẹp, đa dạng.
- Địa hình đồng bằng có độ cao trung bình 3 m so với mực nước biển, chiếm 55,9% diện tích tự nhiên. Về thổ nhưỡng, đất ở đây được phủ lên mặt lớp phù sa thuận lợi cho phát triển nông nghiệp (trồng lúa, hoa, rau màu...). Địa hình này tập trung ở phường 2, phường 3, phường Đông Thanh, Đông Giang, Đông Lễ và Đông Lương. Do địa hình thấp trũng, nên thường hay bị ngập lụt về mùa mưa bão đồng thời hạn hán, thiếu nước về mùa hè, ảnh hưởng lớn đến sản xuất và đời sống.

### Khí hậu
Khí hậu của Đông Hà thuộc hệ khí hậu nhiệt đới ẩm với đặc trưng là gió Lào (gió Phơn Tây Nam) ở Quảng Trị nói chung và ở Đông Hà nói riêng.
Thành phố Đông Hà nằm ở khu vực đất hẹp của Bắc Trung Bộ, mang đặc điểm của khí hậu gió mùa và có những biểu hiện đặc thù so với các vùng khí hậu khu vực phía Đông dãy núi Trường Sơn. Do chịu ảnh hưởng mạnh mẽ của gió phơn Tây Nam nên tạo thành một vùng khí hậu khô, nóng. Chế độ khí hậu chia làm 2 mùa rõ rệt là mùa mưa và mùa khô nóng.
Về mùa đông, do chịu ảnh hưởng của không khí lạnh cực đới tràn về đến tận đèo Hải Vân vì vậy ở khu vực Đông Hà có mùa đông tương đối lạnh so với các vùng phía Nam. Chênh lệch nhiệt độ trung bình giữa tháng nóng nhất và lạnh nhất từ 9 đến 10 độ C. Đây cũng là khu vực có lượng mưa tương đối lớn nhưng tập trung chủ yếu trong 4 tháng mùa mưa (khoảng 80%).
Tuy nhiên số ngày mưa phân bố không đều, trong các tháng cao điểm trung bình mỗi tháng có từ 17 đến 20 ngày mưa làm ảnh hưởng đến bố trí thời vụ của một số cây trồng và ảnh hưởng đến sản xuất nông nghiệp của người dân ở địa phương.
Khu vực Đông Hà còn chịu ảnh hưởng của bão. Mùa bão ở đây tập trung từ tháng 9 đến tháng 11. Các cơn bão đổ bộ vào đất liền thường tập trung vào các cơn bão số 7, 8, 9 và 10.
Bão thường kèm theo mưa to kết hợp với nước biển dâng cao và lượng mưa lớn từ trên nguồn đổ về gây lũ lụt và ngập úng trên diện rộng làm thiệt hại đến cơ sở hạ tầng và phá hoại mùa màng.
Đông Hà chịu ảnh hưởng sâu sắc của 2 loại gió mùa: gió mùa Đông Bắc hoạt động từ tháng 11 đến tháng 3 năm sau và gió mùa Tây Nam hoạt động từ tháng 4 đến tháng 9.
Nói chung, khí hậu của khu vực có nhiều nét biến động mạnh, thể hiện qua sự biến động mùa: mùa đông và mùa hè, mùa mưa và mùa khô. Thời tiết của Đông Hà thường gây úng vào đầu vụ đối với vụ đông xuân; hạn đầu vụ, úng cuối vụ đối với vụ hè.
| Dữ liệu khí hậu của Đông Hà                                  | Dữ liệu khí hậu của Đông Hà | Dữ liệu khí hậu của Đông Hà | Dữ liệu khí hậu của Đông Hà | Dữ liệu khí hậu của Đông Hà | Dữ liệu khí hậu của Đông Hà | Dữ liệu khí hậu của Đông Hà | Dữ liệu khí hậu của Đông Hà | Dữ liệu khí hậu của Đông Hà | Dữ liệu khí hậu của Đông Hà | Dữ liệu khí hậu của Đông Hà | Dữ liệu khí hậu của Đông Hà | Dữ liệu khí hậu của Đông Hà | Dữ liệu khí hậu của Đông Hà |
| Tháng                                                        | 1                           | 2                           | 3                           | 4                           | 5                           | 6                           | 7                           | 8                           | 9                           | 10                          | 11                          | 12                          | Năm                         |
| ------------------------------------------------------------ | --------------------------- | --------------------------- | --------------------------- | --------------------------- | --------------------------- | --------------------------- | --------------------------- | --------------------------- | --------------------------- | --------------------------- | --------------------------- | --------------------------- | --------------------------- |
| Cao kỉ lục °C (°F)                                           | 34.6 (94.3)                 | 37.9 (100.2)                | 39.8 (103.6)                | 42.1 (107.8)                | 42.0 (107.6)                | 41.4 (106.5)                | 39.7 (103.5)                | 39.4 (102.9)                | 38.9 (102.0)                | 34.9 (94.8)                 | 35.6 (96.1)                 | 33.0 (91.4)                 | 42.1 (107.8)                |
| Trung bình ngày tối đa °C (°F)                               | 22.9 (73.2)                 | 24.0 (75.2)                 | 27.1 (80.8)                 | 31.3 (88.3)                 | 33.9 (93.0)                 | 34.8 (94.6)                 | 34.6 (94.3)                 | 33.8 (92.8)                 | 31.7 (89.1)                 | 28.7 (83.7)                 | 26.0 (78.8)                 | 23.2 (73.8)                 | 29.3 (84.7)                 |
| Trung bình ngày °C (°F)                                      | 19.6 (67.3)                 | 20.5 (68.9)                 | 22.7 (72.9)                 | 25.9 (78.6)                 | 28.4 (83.1)                 | 29.8 (85.6)                 | 29.5 (85.1)                 | 28.9 (84.0)                 | 27.3 (81.1)                 | 25.3 (77.5)                 | 23.0 (73.4)                 | 20.3 (68.5)                 | 25.1 (77.2)                 |
| Tối thiểu trung bình ngày °C (°F)                            | 17.5 (63.5)                 | 18.3 (64.9)                 | 20.2 (68.4)                 | 23.0 (73.4)                 | 25.0 (77.0)                 | 26.5 (79.7)                 | 26.3 (79.3)                 | 25.8 (78.4)                 | 24.5 (76.1)                 | 23.0 (73.4)                 | 20.9 (69.6)                 | 18.3 (64.9)                 | 22.5 (72.5)                 |
| Thấp kỉ lục °C (°F)                                          | 10.0 (50.0)                 | 11.2 (52.2)                 | 9.4 (48.9)                  | 15.8 (60.4)                 | 17.4 (63.3)                 | 21.5 (70.7)                 | 22.2 (72.0)                 | 22.7 (72.9)                 | 18.6 (65.5)                 | 16.9 (62.4)                 | 13.3 (55.9)                 | 9.8 (49.6)                  | 9.4 (48.9)                  |
| Lượng Giáng thủy trung bình mm (inches)                      | 52.9 (2.08)                 | 32.0 (1.26)                 | 35.2 (1.39)                 | 63.7 (2.51)                 | 116.8 (4.60)                | 92.2 (3.63)                 | 81.4 (3.20)                 | 159.6 (6.28)                | 400.6 (15.77)               | 629.7 (24.79)               | 402.4 (15.84)               | 189.7 (7.47)                | 2.256,2 (88.82)             |
| Số ngày giáng thủy trung bình                                | 14.0                        | 11.4                        | 11.3                        | 10.0                        | 10.8                        | 7.8                         | 8.1                         | 11.0                        | 15.9                        | 20.4                        | 20.0                        | 18.4                        | 159.1                       |
| Độ ẩm tương đối trung bình (%)                               | 74.8                        | 76.4                        | 70.8                        | 64.1                        | 57.8                        | 53.2                        | 51.0                        | 55.5                        | 65.0                        | 73.1                        | 74.8                        | 75.6                        | 66.0                        |
| Số giờ nắng trung bình tháng                                 | 95.3                        | 88.9                        | 123.4                       | 170.2                       | 228.2                       | 225.1                       | 227.5                       | 199.1                       | 161.7                       | 127.9                       | 94.2                        | 72.2                        | 1.815,1                     |
| Nguồn: Vietnam Institute for Building Science and Technology |                             |                             |                             |                             |                             |                             |                             |                             |                             |                             |                             |                             |                             |

### Thổ nhưỡng
Đất đai của Đông Hà bao gồm các loại đất chủ yếu như:
- Đất Feralit vàng trên sa phiến (Ps): là loại đất Feralít vàng phát triển trên phiến sét (Fs), đây là loại đất chiếm tỷ lệ lớn và có giá trị kinh tế, phân bố tập trung ở vùng đồi phía tây và phía tây nam thị xã. Diện tích đất này chiếm khoảng 3.500 ha, chủ yếu thích hợp trồng cây lâm nghiệp, cây ăn quả, phát triển đồng cỏ chăn nuôi.
- Đất phù sa bồi (Pb): Là loại đất phù sa được bồi đắp hàng năm, đây là loại đất chiếm tỷ lệ lớn nhất và có ý nghĩa kinh tế phân bố chủ yếu ở các vùng khu vực triền sông Hiếu, sông Vĩnh Phước. Tổng diện tích khoảng 500 ha. Đây là loại đất thích hợp cho việc trồng cây lương thực, cây ăn quả và cây công nghiệp trong vùng.
- Đất phù sa không được bồi
- Đất phù sa Glây (Pg):Phân bố rãi rác ở các khu vực trồng lúa (thuộc các phường Đông Thanh, Đông Giang, Đông Lễ, Đông Lương) có diện tích 1.000 ha, chuyên trồng lúa và hoa màu. Đặc điểm chung của các loại đất trên là bị chua phèn, độ PH dao động từ 4,5 đến 6,5 nên độ phì kém.
- Đất cát...

### Khoáng sản
Nguồn khoáng sản ở Đông Hà nhìn chung nghèo, chủ yếu gồm có đất sét làm gạch ngói nhưng trữ lượng không lớn lại phân bố rãi rác ở các phường Đông Giang, Đông Thanh, Đông Lương và phường 2. Việc khai thác không thể thực hiện trên diện rộng và có quy mô lớn.
Một số cuộc nghiên cứu và khảo sát cho biết trên đất Đông Hà có quặng sắt ở đồi Quai Vạc (km 6 và km 7), sắt ở đường 9 (gần trung tâm thành phố).

### Thương mại

Chợ Đông Hà nhìn từ trên cao

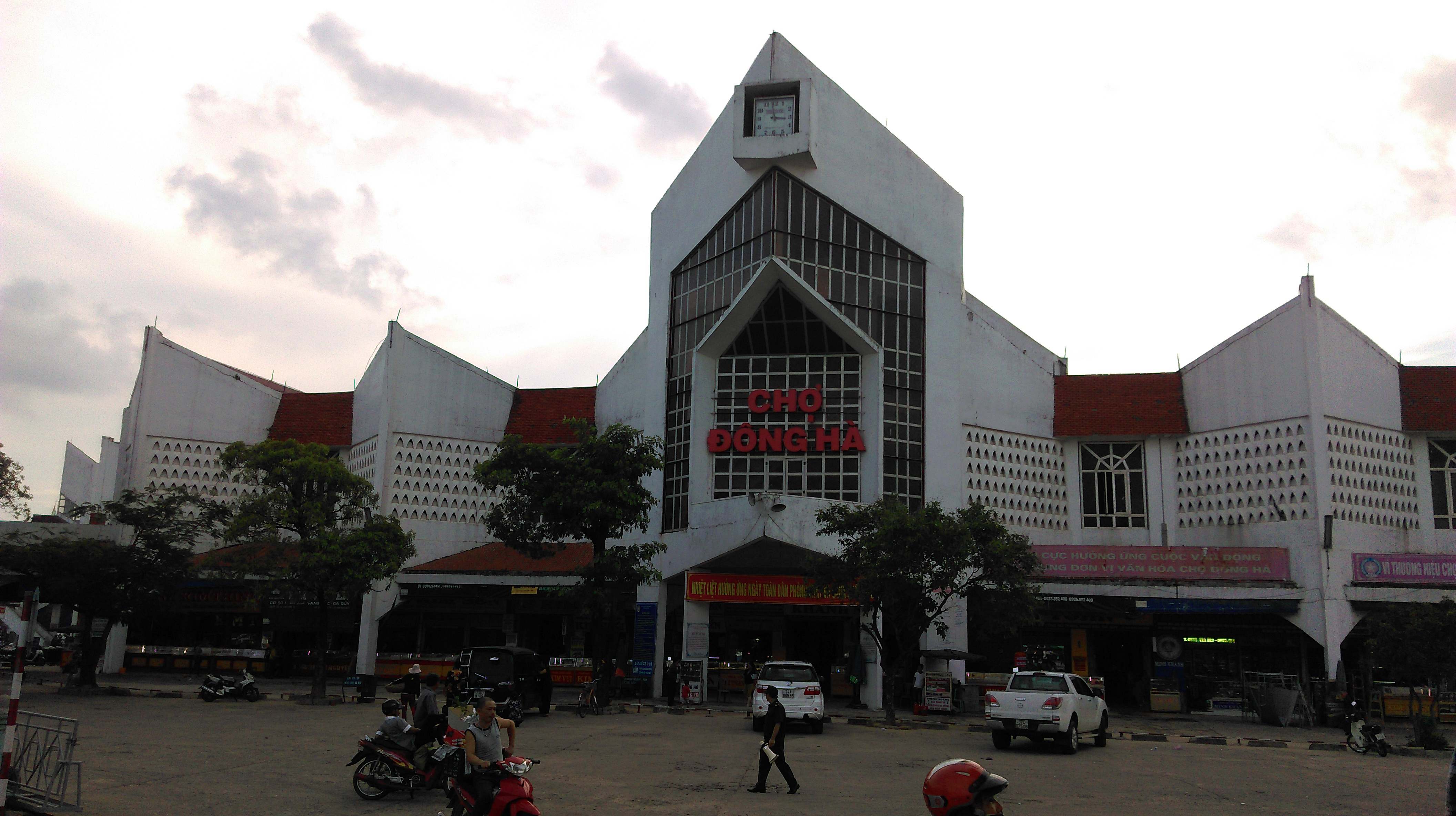
Chợ Đông Hà nhìn từ cổng chính

## Giao thông

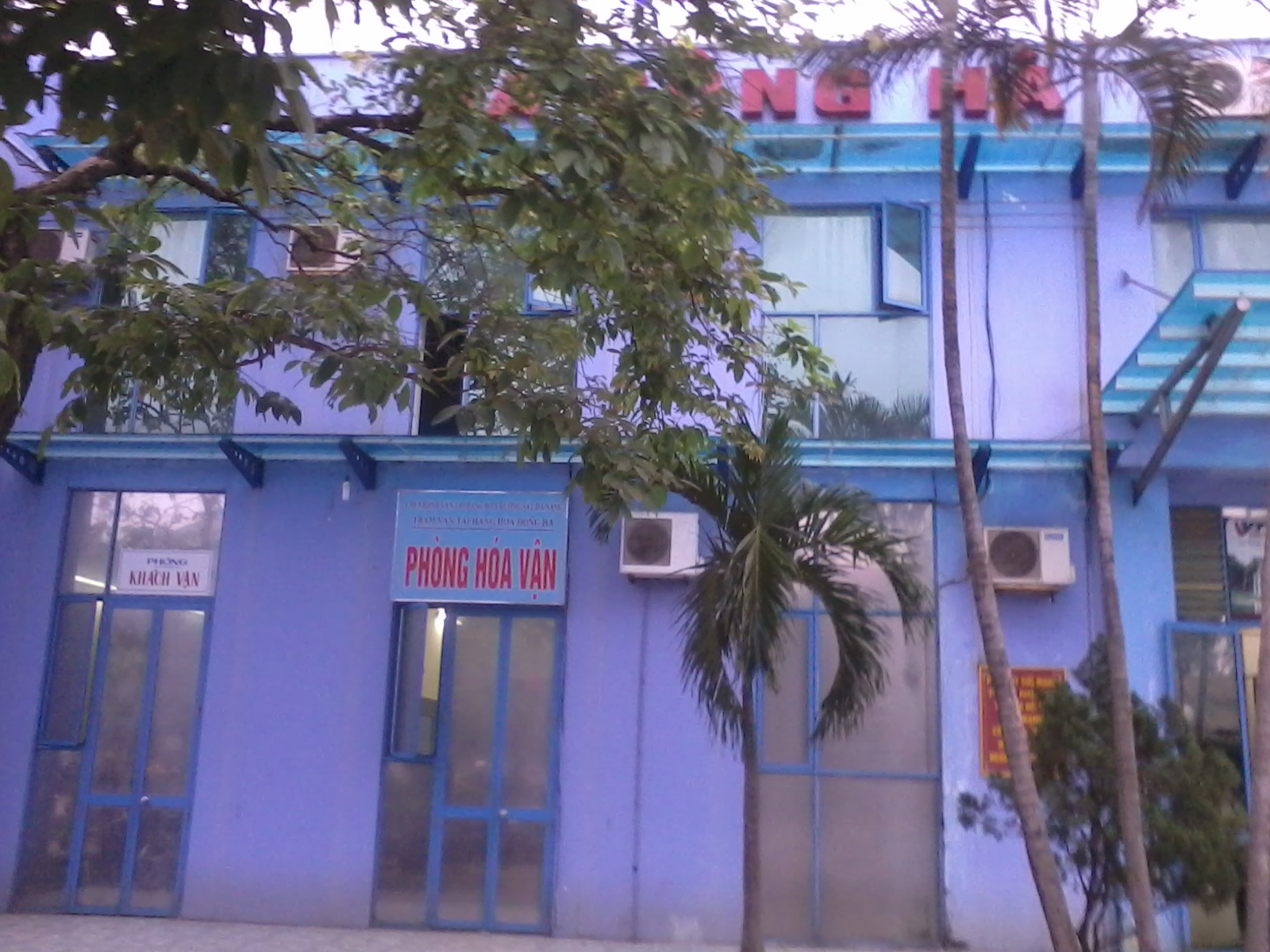
Ga Đông Hà